# Statherotmantis
Statherotmantis is een geslacht van vlinders van de familie bladrollers (Tortricidae), uit de onderfamilie Olethreutinae.

## Soorten
- S. peregrina (Falkovich, 1966)
- S. pictana (Kuznetsov, 1969)
- S. shicotana (Kuznetsov, 1969)